# Felix Aylmer

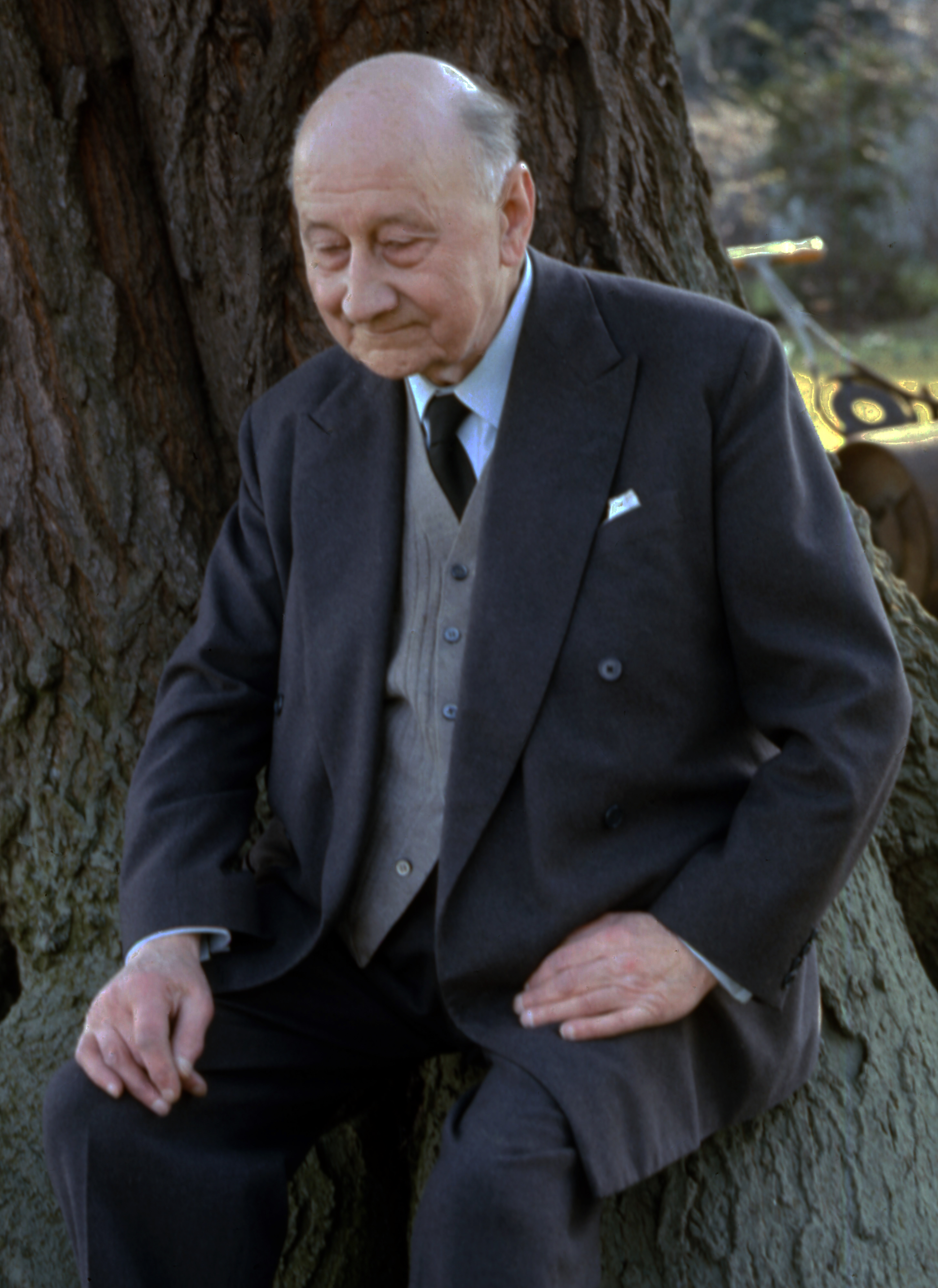
Sir Felix Aylmer.

Sir Felix Aylmer, född 21 februari 1889 i Corsham, Wiltshire, England, död 2 september 1979 i Pyrford, Surrey, England, var en brittisk skådespelare inom teater, film och TV. Aylmer medverkade i flera decennier i brittisk film i roller som äldre visa män, adelsmän, domare, ärkebiskopar eller liknande. Han har tilldelats brittiska imperieorden och adlades 1965.

## Filmografi i urval
- 1936 – Sju syndare
- 1938 – Citadellet
- 1940 – Nattexpress
- 1940 – Komplott!
- 1943 – Det började i Berlin
- 1944 – Henrik V
- 1945 – Svarta damen
- 1946 – Åren emellan
- 1948 – Hamlet
- 1949 – Skälmarnas furste
- 1950 – Försvunnen i Paris
- 1951 – Quo Vadis
- 1952 – Ivanhoe – den svarte riddaren
- 1952 – Mannen som såg tågen gå förbi
- 1956 – Anastasia
- 1958 – Jag anklagar
- 1958 – Spion i högkvarteret
- 1958 – Vid skilda bord
- 1960 – Exodus
- 1960 – Lycksökaren
- 1960 – Mannen med karamellerna
- 1963 – En man på flykt
- 1964 – Becket
- 1964 – Det dolda brottet
- 1969 – Fientligt vittne